# No Mercy (Band)
No Mercy (übersetzt: Keine Gnade) ist eine Popgruppe, die lange Zeit in Deutschland produziert wurde.

## Geschichte
Die von Frank Farian produzierte Gruppe besteht aus Marty Cintron und den Zwillingen Ariel und Gabriel Hernandez. Frank Farian entdeckte Marty Cintron 1995 in einem Strandcafé in Miami Beach/Florida und wollte ihn sofort unter Vertrag nehmen. Dieser holte seine Freunde mit dazu und No Mercy wurde gegründet.
Mit ihrer Debütsingle Missing (im Original von Everything but the Girl) erreichten sie 1995 schon Platz 18 in den deutschen Charts. Where Do You Go (ursprünglich ein Titel von La Bouche) erreichte dann sogar mit einer Top-5-Platzierung Gold in den USA und Platin in Deutschland. Zudem gelangte die Single in England bis auf Platz 2 der Charts. Die nächste Single When I Die, diesmal ein Titel von The Real Milli Vanilli, schaffte 1997 ebenfalls Platin in Deutschland und in Österreich. Weitere Single-Erfolge mit Titeln wie Kiss You All Over (Exile), Please Don’t Go oder Hello How Are You folgten. Beide Alben der Band konnten sich in den europäischen Charts platzieren, wobei der Erstling My Promise deutlich erfolgreicher war als der Nachfolger More.
Nach dem zweiten Album wurde es etwas ruhiger um die Gruppe, ehe im Jahr 2000 zumindest wieder zwei Singles erschienen – Morena und Where Is The Love.
2002 erschien die Single Don’t Let Me Be Misunderstood (im Original von Nina Simone), eine Zusammenarbeit mit Al Di Meola. Das im Anschluss geplante dritte Album der Band (erneut produziert von Frank Farian) erschien trotz Ankündigung nicht mehr. 2006 machte die Band eine Tournee durch Osteuropa und steuerte mit You Are the One einen Titel zu dem Album Vocal Rendezvous von Al di Meola bei.
2007 erschien das Best-Of-Album Greatest Hits mit Titeln aus der Zeit mit Frank Farian. Im Oktober folgte das Album Day By Day in Eigenregie, dessen 19 Titel bislang ausschließlich über iTunes vertrieben wurden.

## Diskografie

### Studioalben
| Jahr | Titel      | Höchstplatzierung, Gesamtwochen, AuszeichnungChartplatzierungen (Jahr, Titel, Platzierungen, Wochen, Auszeichnungen, Anmerkungen) | Höchstplatzierung, Gesamtwochen, AuszeichnungChartplatzierungen (Jahr, Titel, Platzierungen, Wochen, Auszeichnungen, Anmerkungen) | Höchstplatzierung, Gesamtwochen, AuszeichnungChartplatzierungen (Jahr, Titel, Platzierungen, Wochen, Auszeichnungen, Anmerkungen) | Höchstplatzierung, Gesamtwochen, AuszeichnungChartplatzierungen (Jahr, Titel, Platzierungen, Wochen, Auszeichnungen, Anmerkungen) | Höchstplatzierung, Gesamtwochen, AuszeichnungChartplatzierungen (Jahr, Titel, Platzierungen, Wochen, Auszeichnungen, Anmerkungen) | Anmerkungen                                                       |
| Jahr | Titel      | DE | AT | CH | UK | US | Anmerkungen                                                       |
| ---- | ---------- | --- | --- | --- | --- | --- | ----------------------------------------------------------------- |
| 1996 | My Promise | DE6 Platin · (56 Wo.)DE | AT1 ×2Doppelplatin · (39 Wo.)AT                                                                                                   | CH5 ×2Doppelplatin · (48 Wo.)CH                                                                                                   | UK17 (4 Wo.)UK | US104 Gold · (22 Wo.)US | Erstveröffentlichung: 21. Oktober 1996 Verkäufe: + 1.640.000      |
| 1998 | More       | DE7 (8 Wo.)DE | AT9 Gold · (6 Wo.)AT | CH9 (7 Wo.)CH | — | — | Erstveröffentlichung: 12. Oktober 1998 Verkäufe: + 10.000         |
| 2007 | Day by Day | — | — | — | — | — | Erstveröffentlichung: 25. Oktober 2007 nur über iTunes erhältlich |

### Kompilationen
- 2007: Greatest Hits

### Singles
| Jahr | Titel Album                     | Höchstplatzierung, Gesamtwochen, AuszeichnungChartplatzierungen (Jahr, Titel, Album, Platzierungen, Wochen, Auszeichnungen, Anmerkungen) | Höchstplatzierung, Gesamtwochen, AuszeichnungChartplatzierungen (Jahr, Titel, Album, Platzierungen, Wochen, Auszeichnungen, Anmerkungen) | Höchstplatzierung, Gesamtwochen, AuszeichnungChartplatzierungen (Jahr, Titel, Album, Platzierungen, Wochen, Auszeichnungen, Anmerkungen) | Höchstplatzierung, Gesamtwochen, AuszeichnungChartplatzierungen (Jahr, Titel, Album, Platzierungen, Wochen, Auszeichnungen, Anmerkungen) | Höchstplatzierung, Gesamtwochen, AuszeichnungChartplatzierungen (Jahr, Titel, Album, Platzierungen, Wochen, Auszeichnungen, Anmerkungen) | Anmerkungen                                                 |
| Jahr | Titel Album                     | DE | AT | CH | UK | US | Anmerkungen                                                 |
| ---- | ------------------------------- | --- | --- | --- | --- | --- | ----------------------------------------------------------- |
| 1996 | Missing My Promise              | DE19 (19 Wo.)DE | — | CH9 (11 Wo.)CH | — | — | Erstveröffentlichung: 18. März 1996                         |
| 1996 | Where Do You Go My Promise      | DE3 Platin · (33 Wo.)DE | AT5 (13 Wo.)AT | CH4 (25 Wo.)CH | UK2 Platin · (15 Wo.)UK | US5 Gold · (39 Wo.)US | Erstveröffentlichung: 13. Mai 1996 Verkäufe: + 1.875.000    |
| 1996 | When I Die My Promise           | DE5 Gold · (26 Wo.)DE | AT1 Platin · (22 Wo.)AT | CH3 (23 Wo.)CH | — | US41 (20 Wo.)US | Erstveröffentlichung: 18. November 1996 Verkäufe: + 355.000 |
| 1997 | Please Don’t Go My Promise      | DE11 (16 Wo.)DE | AT5 (14 Wo.)AT | CH15 (14 Wo.)CH | UK4 (7 Wo.)UK | US21 (18 Wo.)US | Erstveröffentlichung: 17. März 1997                         |
| 1997 | Kiss You All Over More          | DE40 (11 Wo.)DE | AT13 (12 Wo.)AT | CH33 (8 Wo.)CH | UK16 (4 Wo.)UK | US80 (3 Wo.)US | Erstveröffentlichung: 21. Juli 1997                         |
| 1998 | Hello, How Are You More         | DE24 (14 Wo.)DE | AT12 (12 Wo.)AT | CH14 (12 Wo.)CH | — | — | Erstveröffentlichung: 27. Juli 1998                         |
| 1999 | More Than a Feeling More        | DE94 (4 Wo.)DE | — | — | — | — | Erstveröffentlichung: 29. März 1999                         |
| 2000 | Morena –                        | — | — | CH68 (4 Wo.)CH | — | — | Erstveröffentlichung: 17. Juli 2000                         |
| 2002 | Don’t Let Me Be Misunderstood – | DE65 (6 Wo.)DE | — | — | — | — | Erstveröffentlichung: 15. Juli 2002                         |

## Auszeichnungen für Musikverkäufe
| Goldene Schallplatte - Belgien - 1998: für das Album My Promise - Neuseeland - 1997: für die Single Where Do You Go - Niederlande - 1997: für das Album My Promise - Polen - 1997: für das Album My Promise | Platin-Schallplatte - Australien - 1997: für die Single When I Die - 1997: für die Single Where Do You Go - Europa - 1997: für das Album My Promise - Kanada - 1997: für das Album No Mercy - Niederlande - 1997: für die Single When I Die 2× Platin-Schallplatte - Australien - 1997: für das Album My Promise |

Anmerkung: Auszeichnungen in Ländern aus den Charttabellen bzw. Chartboxen sind in ebendiesen zu finden.
| Land/RegionAuszeichnungen für Musikverkäufe (Land/Region, Auszeichnungen, Verkäufe, Quellen) | Gold     | Platin       | Verkäufe    | Quellen                   |
| -------------------------------------------------------------------------------------------- | -------- | ------------ | ----------- | ------------------------- |
| Australien (ARIA)                                                                            | —        | 4× Platin4   | 280.000     | aria.com.au               |
| Belgien (BRMA)                                                                               | Gold1    | —            | 25.000      | ultratop.be               |
| Deutschland (BVMI)                                                                           | Gold1    | 2× Platin2   | 1.250.000   | musikindustrie.de         |
| Europa (IFPI)                                                                                | —        | Platin1      | (1.000.000) | ifpi.org                  |
| Kanada (MC)                                                                                  | —        | Platin1      | 100.000     | musiccanada.com           |
| Neuseeland (RMNZ)                                                                            | Gold1    | —            | 5.000       | aotearoamusiccharts.co.nz |
| Niederlande (NVPI)                                                                           | Gold1    | Platin1      | 125.000     | nvpi.nl                   |
| Österreich (IFPI)                                                                            | Gold1    | 3× Platin3   | 175.000     | ifpi.at                   |
| Polen (ZPAV)                                                                                 | Gold1    | —            | 50.000      | olis.pl                   |
| Schweiz (IFPI)                                                                               | —        | 2× Platin2   | 100.000     | hitparade.ch              |
| Vereinigte Staaten (RIAA)                                                                    | 2× Gold2 | —            | 1.000.000   | riaa.com                  |
| Vereinigtes Königreich (BPI)                                                                 | —        | Platin1      | 600.000     | bpi.co.uk                 |
| Insgesamt                                                                                    | 8× Gold8 | 15× Platin15 |             |                           |

## Künstlerauszeichnungen
- RSH-Gold 1997[2] und 1998[3]